# Trujillo (Peru)
Trujillo is een stad in de gelijknamige provincie in de regio La Libertad van Peru, gelegen in het noordwesten van het land. De havenstad heeft in 2015 800.000 inwoners en is daarmee de derde stad van het land (na Lima/Callao en Arequipa).
De stad werd door Francisco Pizarro, de veroveraar van Peru, gesticht in 1534 en genoemd naar het Spaanse Trujillo, zijn geboorteplaats. Vijf kilometer van Trujillo bevinden zich de ruïnes van Chan Chan, de vroegere hoofdstad het Chimú-rijk. Ten noorden van de stad, in de vallei van de Chicama, zijn reliëftekeningen gevonden in het complex El Brujo uit de Mochica- of Mochecultuur. Ook uit de Mochecultuur afkomstig zijn de zonne- en maantempels Huaca del Sol en Huaca de la Luna, die op 5 kilometer van de stad liggen.
In Trujillo is een grote visverwerkende industrie. De meeste bewoners van Trujillo zijn indianen.
Er is een archeologisch museum met aardewerk van Chimúcultuur en Mochicacultuur. Gebouwen uit de koloniale tijd zijn bijvoorbeeld de kathedraal (uit 1666, herbouwd in de 18de eeuw).

## Klimaat
Trujillo staat in Peru bekend als de "stad van de eeuwigdurende lente". De stad wordt gekenmerkt door een warm woestijnklimaat (BWh). Er valt zo goed als geen neerslag: slechts 4,3 millimeter neerslag per jaar. De gemiddelde maandtemperatuur varieert van 18,8°C in september tot 30,1°C in februari (de zomer).

## Bestuurlijke indeling
Deze stad (ciudad) bestaat uit vijf districten:
- El Porvenir
- Florencia de Mora
- La Esperanza
- Trujillo (hoofdplaats van de provincie)
- Victor Larco Herrera

## Geboren
- Henry Ian Cusick (1967), Schots-Peruaans acteur
- Christian Cueva (1991), voetballer

## Galerij

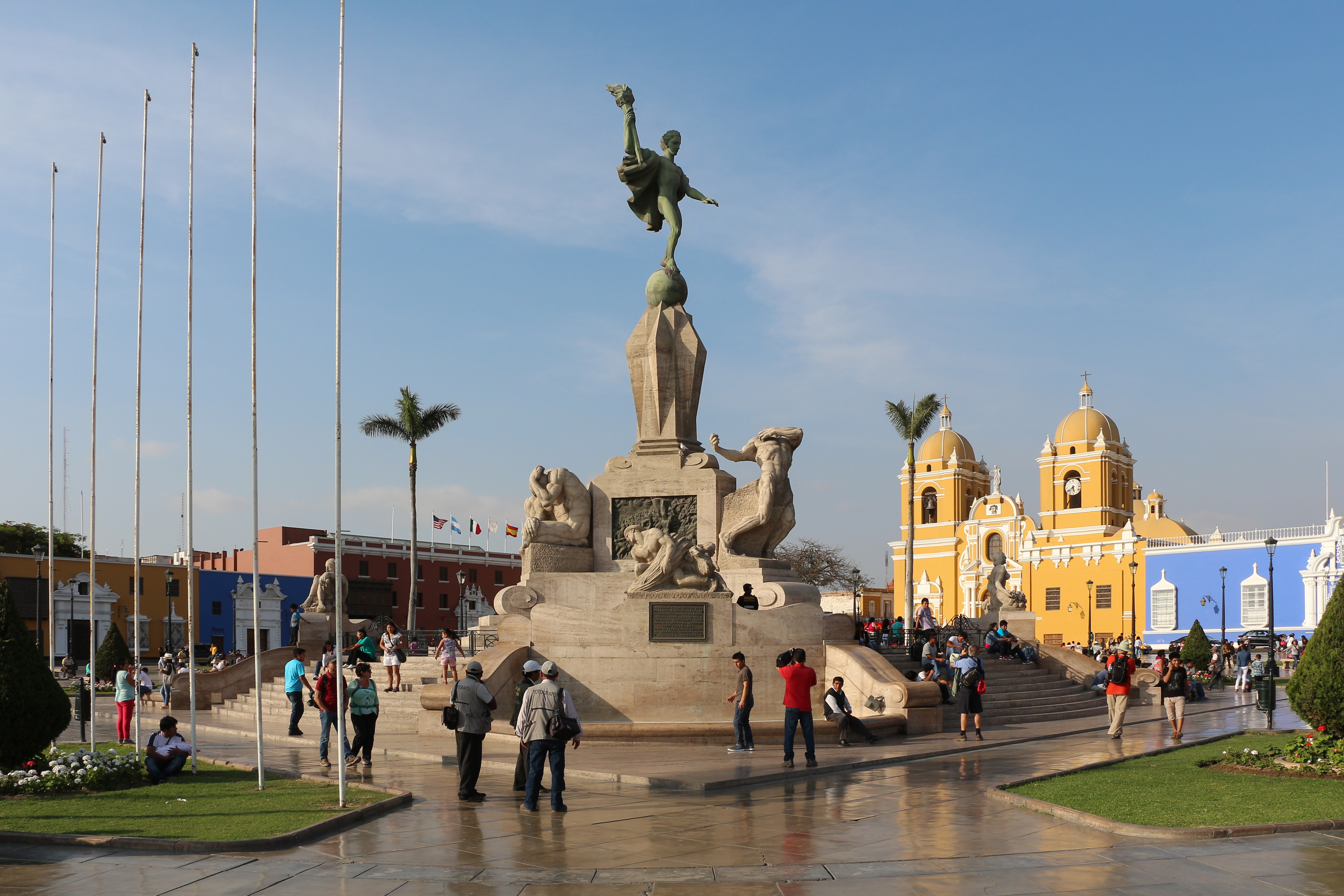
Trujillo
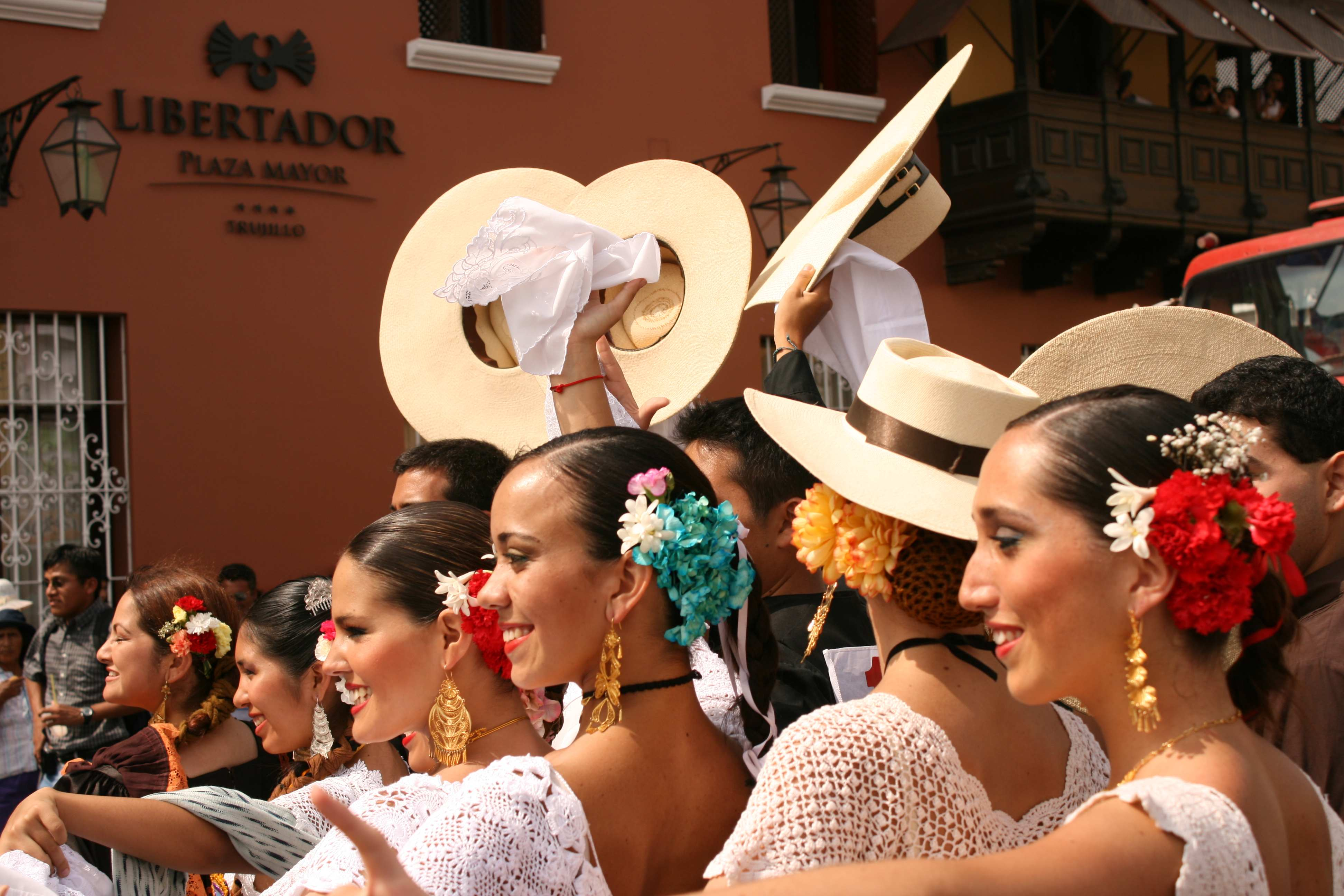
Marinera, Trujillo

Arequipa · Ayacucho · Cajamarca · Chiclayo · Chimbote · Chincha Alta · Cuzco · Huancayo · Huánuco · Huaraz · Ica · Iquitos · Juliaca · Lima · Pisco · Piura · Pucallpa · Puno · Sullana · Tacna · Tarapoto · Trujillo · Tumbes